# Захаров, Тимур Альбертович
Тимур Альбертович Захаров (род. 5 июня 1992 года) — российский шорт-трекист и конькобежец, младший брат шорт-трекиста и конькобежца Руслана Захарова.

## Карьера
Воспитанник уфимского шорт-трека. Начал заниматься в 2001 году, первый тренер — Г. Тимербулатова. В сборной команде России с 2010 года.
В настоящем личный тренер А. И. Максимов.
Чемпион России (2011 — эстафета 5000 м, 2018 — эстафета 5000м). Серебряный (2009 — 3000 м; 2013—1000 м; 2007, 2009, 2012, 2013, 2014, 2016 — эстафета 5000 м, 2018 — многоборье) и бронзовый (2011 — 3000 м; 2008 — эстафета 5000 м) призёр чемпионатов России.
Победитель этапа Кубка Мира (2016 — эстафета 5000 м; Дрезден, Германия)
Серебряный призёр Всемирной Универсиады (2015 — эстафета 5000 м; Гранада, Испания).
Окончил Башкирский государственный университет (ныне Уфимский университет науки и технологий), Башкирский Институт Физической Культуры, Смоленское Государственное Училище Олимпийского Резерва.
С мая 2018 года выступает в соревнованиях по конькобежному спорту, стал бронзовым призёром Чемпионата России сезона 2018/2019 в масстарте и чемпионом России сезона 2019/2020 года в командной гонке.